# Enantiomer

(S)-(+)-acid lactic (stânga) și
(R)-(–)-acid lactic (dreapta) sunt cei doi enantiomeri ai acidului lactic: sunt imagini în oglindă, și nu sunt superpozabili.

În chimie,  enantiomerii (din greacă ἐνάντιος (enántios) - 'opus' și μέρος (méros) - 'parte'), adesea numiți și izomeri optici, sunt un tip special de stereoizomeri care sunt fiecare imaginea în oglindă a celuilalt și au proprietatea de a nu fi superpozabili (nu se pot suprapune). Altfel spus, cei doi enantiomeri pot fi asemănați cu mâna stângă și cea dreaptă, pentru că nici mâinile nu sunt identice în urma unei simple mișcări de rotație. Pentru ca un compus chimic să aibă enantiomeri, acesta trebuie să fie chiral, adică să aibă cel puțin un atom asimetric.